# Площа Святого Марка

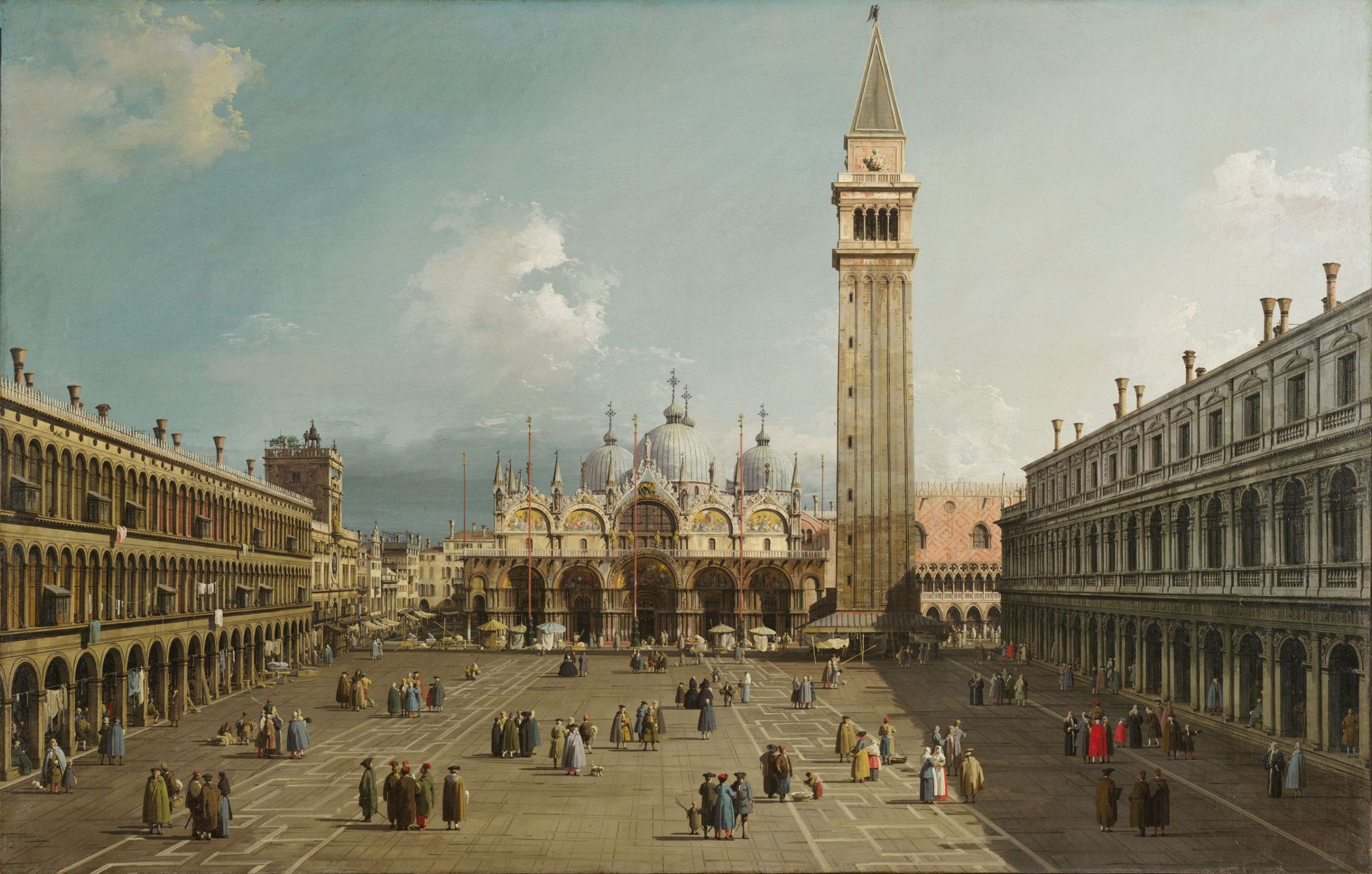
Площа Святого Марка, картина пензля Каналетто, 1730. Відтоді площа фактично не змінила свій зовнішній вигляд.

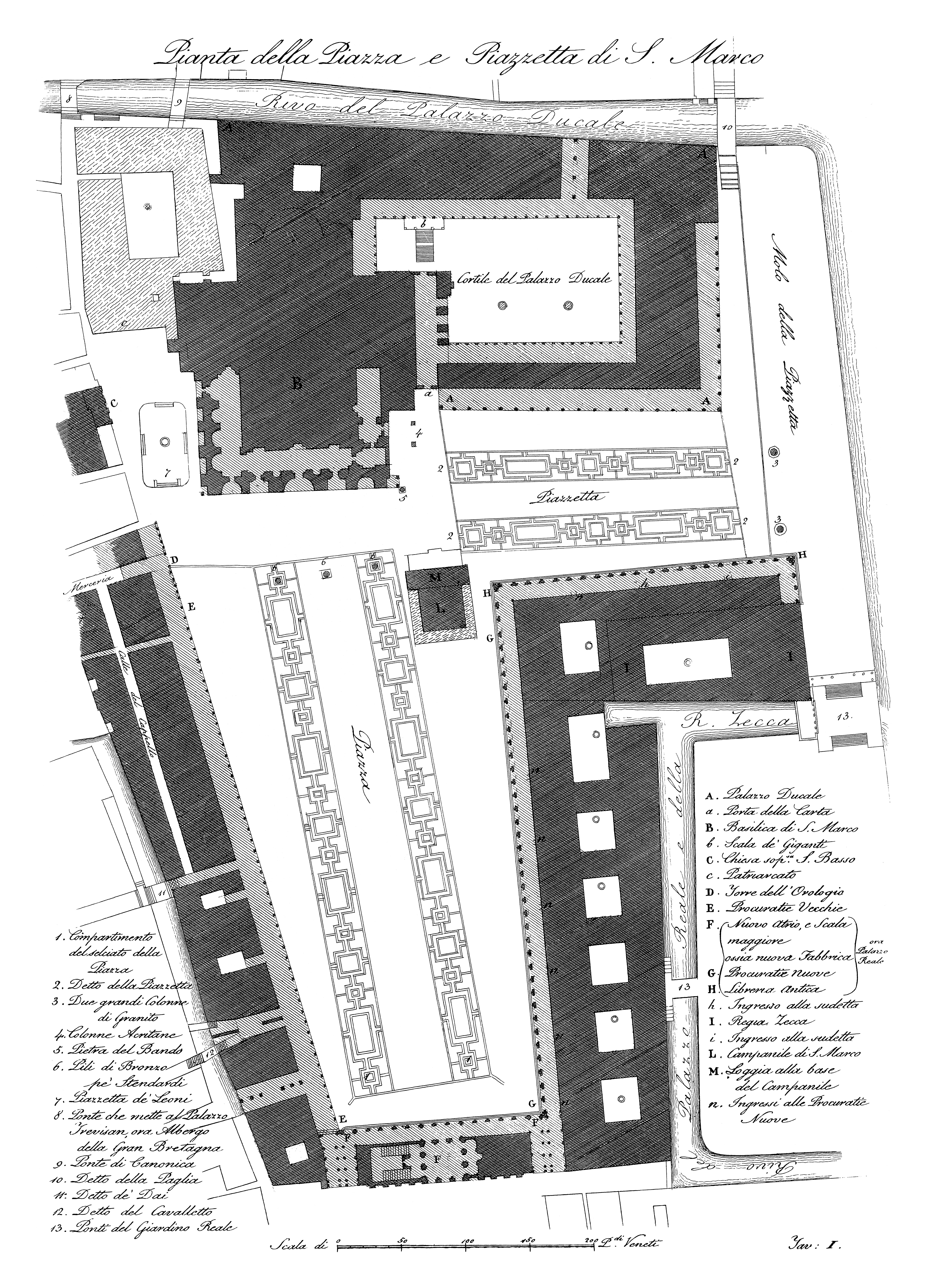
План площі 1831 року

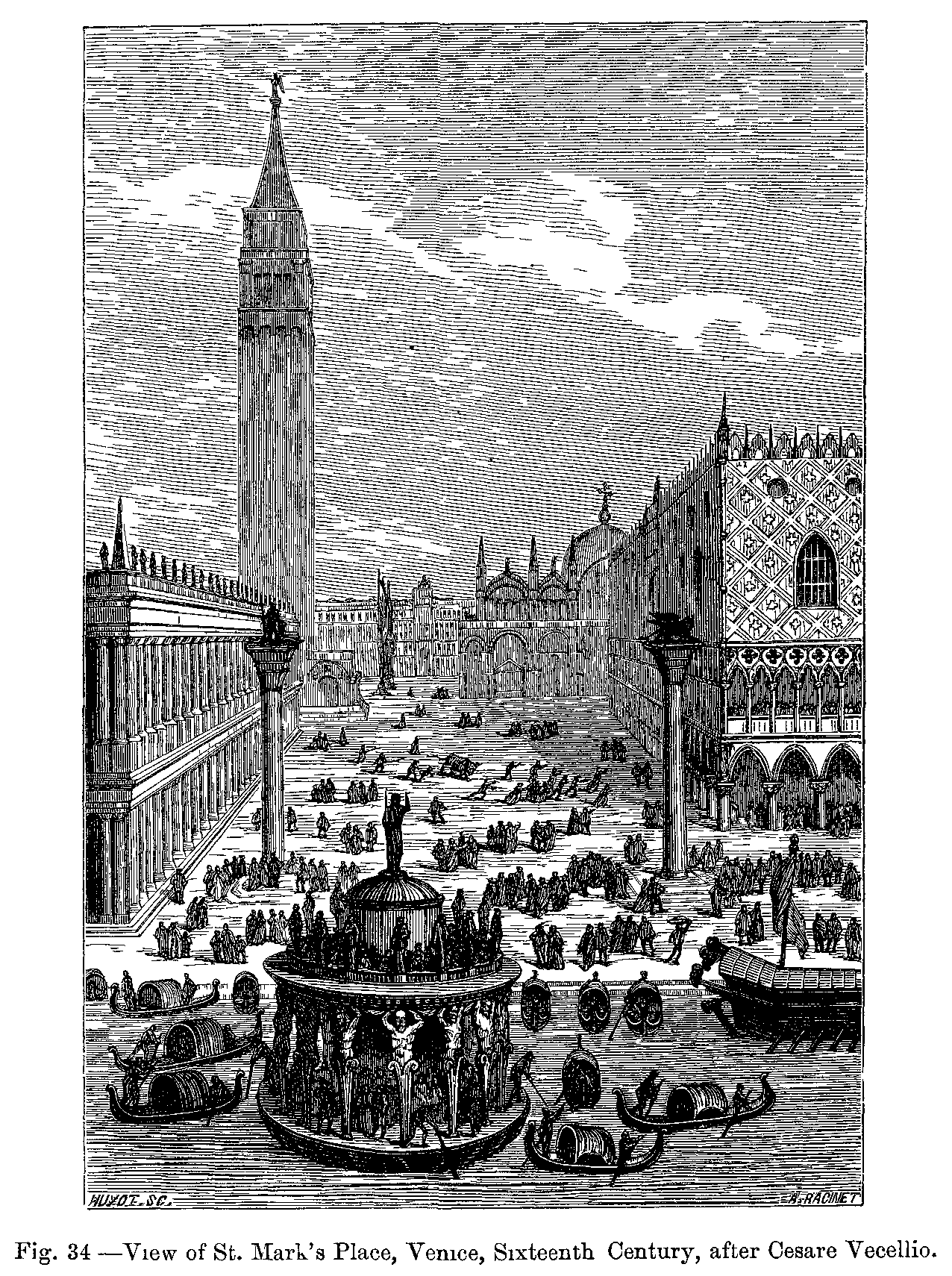
Чезаре Вечелліо. Площа Святого Марка, XVI ст.

Площа Святого Марка́ (італ. Piazza San Marco) — головна міська площа Венеції, Італія. Логічно складається з двох частин: П'яцетти — майданчика від Гранд-каналу до кампаніли Собору Святого Марка, і власне самої Площі.

## Історія
Площу створили в IX столітті як незначний за розміром простір перед Собором Святого Марка. 1177 року її розширили до теперішніх розмірів за рахунок організації простору західного кута, що зробили для зустрічі Папи Олександра ІІІ та імператора Священної Римської імперії Барбаросси.
Площа Святого Марка від Середньовіччя завжди була і лишається справжнім осереддям Венеції. Тут містились усі важливі офіси Венеційської Республіки, а з XIX століття також і резиденція архієпископа. Саме тут відбуваються чи не всі міські свята і гуляння, в тому числі і проводиться традиційний Венеційський карнавал. У теперішній час площа є одним з найпопулярніших місць Італії, що притягує до себе мільйони іноземних туристів щороку.

## Будівлі
Архітектурною домінантою площі є Палац дожів і кампаніла базиліки Святого Марка Святого Марка з лоджеттою.
Довкруж площі, якщо дивитися проти годинникової стрілки від Великого каналу, здіймаються:
- Колони Сан-Марко
- Палац дожів (Венеція)
- Собор Святого Марка
- Кампаніла собору Святого Марка
- Старі і Нові Прокурації
- Ала Наполеоніка
- Бібліотека Сан-Марко

## Бруківка
Наприкінці XIII століття площу вимостили цеглинами по діагоналі. При цьому смуги світлого каміння викладалися паралельно з довгою віссю площі. Ці лінії, вочевидь, використовували як своєрідні маркери під час влаштування частих церемоніальних процесій. Цю оригінальну бруківку не раз змальовували митці Середньовіччя і Ренесансу, наприклад, полотно Процесії на Площі Святого Марка роботи Джентіле Белліні 1496 року.

## Підтоплення
Площа Святого Марка - одна з найнижчих частин міста - під час повені найбільше уразливий район Венеції.